# Marinbiologi

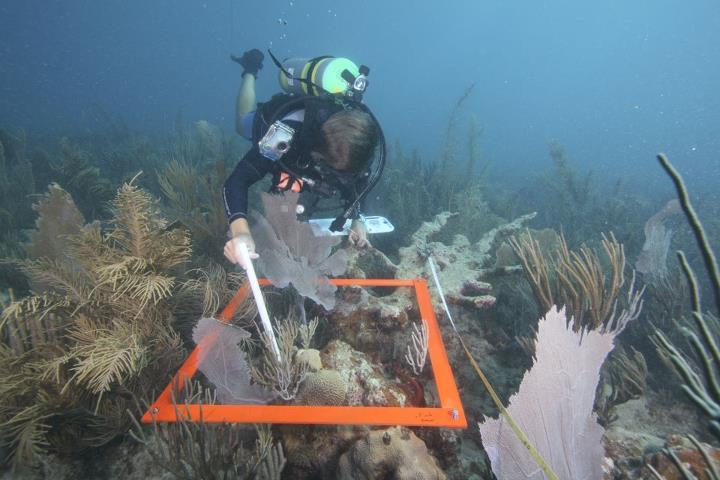
Undersökning av korallrev utanför Puerto Ricos kust.

Marinbiologi är forskning inom biologin som studerar djur, växter och organismer i havet, oavsett om dess arter har nära taxonomiska släktingar som lever i en annan miljö. Ämnet ligger nära andra vetenskaper, som oceanografi och zoologi.
Det marina livet är en stor resurs för människan, genom att erbjuda mat, medicin, och material. Förhållandena i haven avspeglar förändringar på land, som miljöförstöring, och det deltar i kretsloppet ovan jord, genom att producera en stor del av det syre som varelser på land andas. Troligen spelar även det marina livet roll genom att reglera klimatet.
Marinbiologin täcker studiet av mikroskopiskt liv, som fytoplankton, till valar. En mycket stor andel av jordens varelser lever i vatten, och det marina ekosystemet är stort. Till marinbiologin hör å ena sidan forskningsfält som ichtyologi, fykologi, och evertebraters zoologi, och å andra att studera betingelser, som sälta, utsläpp, och hur vädret på land påverkar havet. Under senare tid har bioteknologin i hög grad fokuserat marina biomolekyler, särskilt proteiner, som används för till exempel framställning av medicin. 
I havet finns olika slags livsformer: mikroskopiskt liv, växter och alger, evertebrater, fiskar och vattenlevande däggdjur. Havens rev, i synnerhet korallrev, uppvisar den största diversiteten av livsformer på jordklotet. I havens djupaste gravar, som Marianergraven, finns betingelser som är mycket olika andra platser, genom att solljuset inte når ända ner och vattentrycket är högt. I dessa gravar förekommer arter som producerar sitt eget ljus. Alla dessa variationer gör marinbiologin till en central vetenskap för att förstå biologiska mekanismer, som evolution och kretslopp.
I Sverige utbildas marinbiologer vid Stockholms universitet, Göteborgs universitet, Lunds universitet (Campus Helsingborg) och vid Sveriges lantbruksuniversitet. Grundläggande utbildning på gymnasial nivå erbjuds på Gullmarsgymnasiet i Lysekil, Gustavsberggymnasiet på Värmdö, Öckerö gymnasieskola, Vasaskolan i Gävle, på Allvar Gullstandsgymnasiet i Landskrona samt vid marina läroverket i Danderyds kommun. Grebbestads folkhögskola har också en ettårig marinbiologisk kurs.